# Reisfjorden
69°8′58.592″N 18°5′48.790″Ø / 69.14960889°N 18.09688611°Ø
Reisfjorden er en fjordarm af Solbergfjorden i Sørreisa kommune i Troms og Finnmark fylke i Norge. Fjorden strækker sig 6 km mod øst til byen Sørreisa i bunden  af fjorden. Fjorden har indløb mellem Grunnreisa i nordøst og Håkjerringneset i sydvest. Der ligger bebyggelser langs hele fjorden. Vest for Sørreisa ligger Smørsgård og Skøelv og nord for Sørreisa ligger Gottersjord, Djupvåg og Grunnreisa. 
Riksvei 86 går langs syd- og østsiden af fjorden, mens Fv211 går langs vestsiden. 